# Cát Tuệ Quân
Cát Tuệ Quân (hoặc Cát Huệ Quân, tiếng Trung giản thể: 葛慧君, bính âm Hán ngữ: Gé Huì Jūn, sinh tháng 3 năm 1963, người Hán) là nữ chính trị gia nước Cộng hòa Nhân dân Trung Hoa. Bà là Ủy viên dự khuyết Ủy ban Trung ương Đảng Cộng sản Trung Quốc khóa XIX, khóa XVIII, hiện là Bí thư Đảng tổ, Chủ tịch Chính Hiệp Sơn Đông. Bà từng Bí thư Đảng tổ, Chủ tịch Chính Hiệp Chiết Giang; Phó Bí thư Tỉnh ủy, Bộ trưởng Bộ Tuyên truyền Tỉnh ủy Chiết Giang; Thường vụ Tỉnh ủy, Phó Tỉnh trưởng Chiết Giang.
Cát Tuệ Quân là đảng viên Đảng Cộng sản Trung Quốc, học vị Cử nhân Kinh tế thế giới. Bà có sự nghiệp đại đa số ở quê nhà là Chiết Giang, có gần 40 năm công tác ở địa phương này.

## Xuất thân và giáo dục
Cát Tuệ Quân sinh tháng 3 năm 1963 tại làng Cát, trấn Phong Kiều, huyện Kỵ Dương (暨阳县), nay là thành phộ cấp huyện thành phố cấp phó địa khu Chư Kỵ, thuộc địa cấp thị Thiệu Hưng, tỉnh Chiết Giang, Cộng hòa Nhân dân Trung Hoa. Bà lớn lên và tốt nghiệp phổ thông ở Kỵ Dương, thi đỗ Trường Chuyên khoa Sư phạm Thiệu Hưng (nay là Học viện Thiệu Hưng), nhập học từ tháng 9 năm 1980, tốt nghiệp cử nhân vào tháng 7 năm 1983. Bà được kết nạp Đảng Cộng sản Trung Quốc vào tháng 5 năm 1982, từng là nghiên cứu sinh sau đại học tại Trường Đảng Trung ương Đảng Cộng sản Trung Quốc, nhận bẳng Cử nhân Kinh tế thế giới.

## Sự nghiệp

### Các giai đoạn
Tháng 8 năm 1983, sau khi tốt nghiệp trường Thiệu Hưng, Cát Tuệ Quân bắt đầu sự nghiệp khi được nhận vào làm giáo viên của Trường Trung học Chư Kỵ (诸暨中学) ở quê mình, đồng thời là Bí thư Đoàn trường. Một thời gian ngắn sau, tháng 2 năm 1984, bà chuyển sang công tác hệ thống Đoàn Thanh niên Cộng sản Trung Quốc, nhậm chức Phó Bí thư Huyện đoàn Chư Kỵ, rồi Bí thư Huyện đoàn từ cuối năm này. Trong thời gian ở Huyện đoàn Chư Kỵ, bà từng được điều chuyển làm Phó Bí thư Đảng ủy khu Hoàng Sơn của Chư Kỵ từ tháng 3 năm 1986 đến tháng 7 năm 1987. Cuối năm 1987, Cát Tuệ Quân được bổ nhiệm làm Bí thư Đảng tổ, Bí thư Thị đoàn Thiệu Hưng, công tác tròn 5 năm cho đến cuối 1992 thì được điều về Chư Kỵ, nhậm chức Phó Thị trưởng của đơn vị hành chính cấp phó địa được nâng cấp từ cấp huyện này. Sau đó, bà chuyển chức làm Phó Bí thư Thị ủy Chư Kỵ từ tháng 4 năm 1994.
Tháng 12 năm 1995, Cát Tuệ Quân được bổ nhiệm làm Chủ nhiệm Văn phòng lãnh đạo Xây dựng công trình Nhược Gia Khê của Thiệu Hưng, cấp chính cục, kiêm Bí thư Ủy ban công tác Đảng, Chủ nhiệm Ủy ban Quản lý khu du lịch núi Cối Kê. Cuối năm 1996, bà chuyển sang Đoàn Thanh niên, nhậm chức Phó Bí thư Tỉnh đoàn Chiết Giang, là Thành viên Đảng tổ kiêm Chủ tịch Hội Liên hiệp Thanh niên Chiết Giang. Tháng 11 năm 1999, bà là Phó Bí thư thường vụ Tỉnh đoàn, thăng chức là Bí thư từ tháng 1 năm 2001. Tháng 9 năm 2003, bà được điều về địa cấp thị Ninh Ba nhậm chức Phó Bí thư Thị ủy, Bí thư Ủy ban Kiểm Kỷ. Đến tháng 3 năm 2005, bà được điều tới địa cấp thị Kim Hoa là Quyền Thị trưởng, rồi Thị trưởng sau đó 1 tháng, giữ chức vụ này cho đến 2007.

### Lãnh đạo cấp cao
Tháng 6 năm 2007, Cát Tuệ Quân được bầu vào Ban Thường vụ Tỉnh ủy, cấp phó tỉnh, được phân sang Chính phủ Nhân dân tỉnh Chiết Giang làm Thành viên Đảng tổ rồi được bầu làm Phó Tỉnh trưởng Chiết Giang vào tháng 7 cùng năm. Bà cũng kiêm nhiệm chức vụ Phó Bí thư Ủy ban Chính Pháp tỉnh giai đoạn này. Tháng 7 năm 2012, bà nhậm chức Bộ trưởng Bộ Tuyên truyền Tỉnh ủy Chiết Giang, tham gia Đại hội Đảng Cộng sản Trung Quốc lần thứ 18 vào tháng 12 cùng năm, được bầu làm Ủy viên dự khuyết Ủy ban Trung ương Đảng Cộng sản Trung Quốc khóa XVIII nhiệm kỳ 2012–17. Giai đoạn này, bà là Phó Tỉnh trưởng phụ trách công tác xã hội, nông thôn, nông nghiệp, từng là Phó Chủ nhiệm Ủy ban tổ chức Hội nghị Internet thế giới tổ chức ở Chiết Giang. Tháng 10 năm 2017, bà tiếp tục tham gia đại hội đại biểu toàn quốc, được bầu làm Ủy viên dự khuyết Ủy ban Trung ương Đảng Cộng sản Trung Quốc khóa XIX tại Đại hội Đảng Cộng sản Trung Quốc lần thứ 19.
Ngày 26 tháng 1 năm 2018, tại kỳ họp thứ nhất của Ủy ban Chiết Giang Hội nghị Hiệp thương Chính trị Nhân dân Trung Quốc khóa XIII, Cát Tuệ Quân được bầu làm Chủ tịch Chính Hiệp Chiết Giang, cấp chính tỉnh, đồng thời là Bí thư Đảng tổ được Tỉnh ủy Chiết Giang phân công trước đó. Tháng 1 năm 2022, Ủy ban Trung ương quyết định điều chuyển bà tới tỉnh Sơn Đông, được bầu làm Chủ tịch Ủy ban Sơn Đông Hội nghị Hiệp thương Chính trị Nhân dân Trung Quốc, bắt đầu nhiệm vụ mới ở đây.